# Joseph Hermann Schmidt
Joseph Hermann Schmidt (* 14. Juni 1804 in

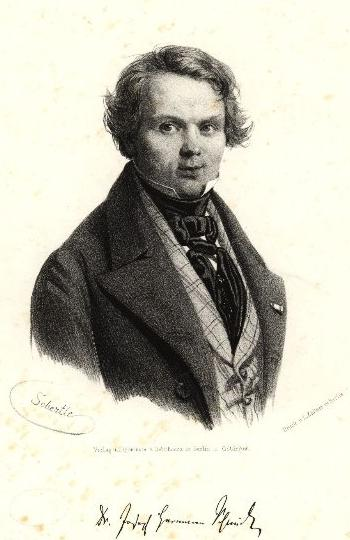
Joseph Hermann Schmidt

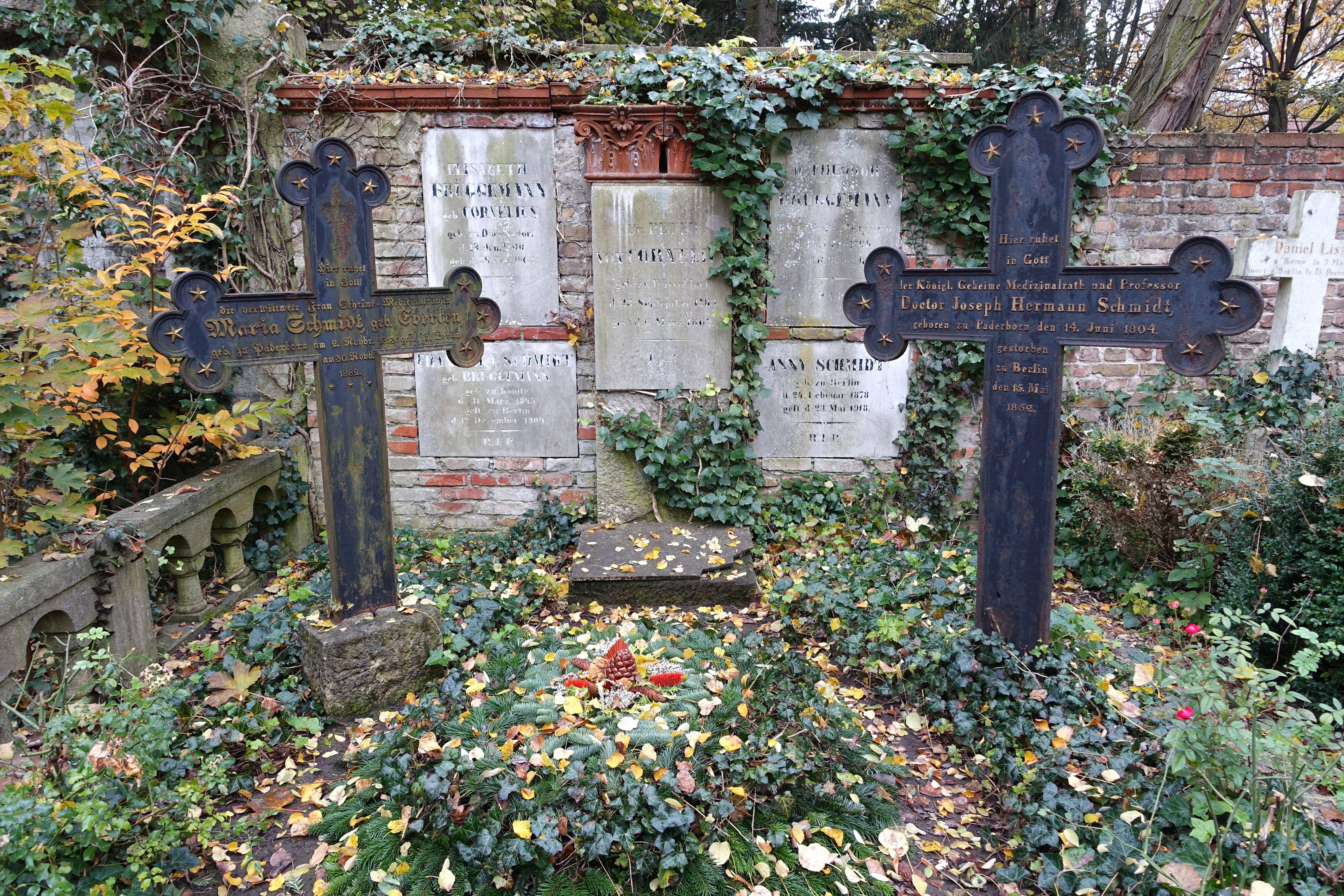
Grabkreuze von Joseph Hermann Schmidt und seiner Frau auf dem Alten Domfriedhof der St.-Hedwigs-Gemeinde in Berlin

Paderborn; † 15. Mai 1852 in Berlin) war ein deutscher
Mediziner und Hochschullehrer.

## Leben
Schmidt war der Sohn des Arztes und Kreisphysikus von Paderborn Joseph Schmidt († 1827). Von 1821 bis 1825 studierte Schmidt an den Universitäten in Göttingen, Heidelberg, Bonn und Berlin. 1824 wurde er Mitglied des Corps Guestphalia Bonn. 1825 promovierte er in Berlin. Im darauffolgenden Jahr absolvierte er die Staatsprüfung und praktizierte anschließend in seiner Heimatstadt Paderborn.
1827 schickte die Preußische Regierung Schmidt in Vertretung seines erkrankten Vaters nach Hövelhof und Stukenbrock, um dort die Ursachen einer Fieberepidemie zu erforschen, die in den 1820er Jahren dort ausgebrochen war. Auf Schmidts Anregungen wurden dort Bäche begradigt und vertieft. Die Epidemie konnte so erfolgreich bekämpft werden.
Nach dem Tode des Direktors des Landeshospitals Ludwig Ficker im Jahre 1828 wurde Schmidt sein Nachfolger. 1834 wurde er zum Direktor des neu gegründeten Hebammen-Lehrinstituts für die Regierungsbezirke Minden und Arnsberg berufen. 1838 wurde er zum Kreisphysikus ernannt.
1842 unterstützte er Pauline von Mallinckrodt, einer Schulfreundin seiner Frau Maria Everken (1813–1882), bei der Gründung einer Blindenschule in Paderborn.
Anfang der 1840er Jahre beteiligte sich Schmidt an der Diskussion über eine Medizinalreform in Preußen und veröffentlichte mehrere Schriften dazu. Infolgedessen erhielt er 1844 eine Anstellung als vortragender Rat im Ministerium der geistlichen, Unterrichts- und Medizinalangelegenheiten. Außerdem wurde er zum Professor und Direktor der Gebärabteilung der Charité in Berlin berufen. 
Schmidt starb 1852 in Berlin an einer Lungenblutung. Er hinterließ sechs Kinder. Sein ältester Sohn Wilhelm (1834–1855) war Mitbegründer des Berliner Katholischen Lesevereins (jetzt: KStV Askania-Burgundia Berlin im KV). Er kam bei einem Schiffsunglück 1855 ums Leben. Sein Sohn Karl machte sich als juristischer Schriftsteller einen Namen. Sein jüngster Sohn Otto war Mitglied des Preußischen Abgeordnetenhauses und ab 1893 des Deutschen Reichstags.
In Hövelhof wurde die Dr.-Schmidt-Straße nach ihm benannt. Im Paderborner Stadtteil Schloß Neuhaus trägt eine Förderschule seinen Namen.

## Schriften (Auswahl)
- Beyträge zur Staats-Arzney-Wissenschaft, 1. Band, auch unter dem Titel: Gutachtlicher Bericht an das Kgl. Preußische Hohe Ministerium der geistlichen, Unterrichts- und Medicinalangelegenheiten und die Kgl. hochlöbliche Regierung zu Minden über das europäische Sommerfieber, mit besonderer Bezugnahme auf die Epidemie, welche im J. 1827 in den Moorgegenden des Kreises Paderborn geherrscht hat. Paderborn 1830 (mit 22 Kupfertafeln)
- Zwölf Bücher über Morphologie überhaupt und vergleichende Noso-Morphologie. Berlin 1831
- Hundert Aphorismen über humanes Leben. Paderborn 1841
- Die Reform der Medicinal-Verfassung Preussens. Berlin 1846
- Zur gerichtlichen Geburtshülfe. Berlin 1851